# Mort sous cape
Mort sous cape (en anglais Death in Disguise, dans l'édition originale britannique) est un roman policier de Caroline Graham, initialement publié en 1992.
C'est le troisième roman mettant en scène le personnage de l'inspecteur principal Tom Barnaby.

## Éditions
- Royaume-Uni : Death in Disguise, éditions Headline, Londres, 1992, 374 p.,  (ISBN 0747206082).
- États-Unis : Death in Disguise, éditions Morrow, New York, 1993, 333 p.,  (ISBN 0688099858).
- France : Mort d'un pantin (traduction de Véronique David-Marescot), éditions Pygmalion, coll. « Suspense », Paris, 2004, 412 p.,  (ISBN 2-85704-914-5).

## Adaptation télévisée
Le roman a fait l'objet, en 1999, d'une adaptation télévisée, dans un téléfilm titré Le Masque de la mort, réalisé par Baz Taylor sur un scénario de Douglas Watkinson, avec John Nettles dans le rôle de l'inspecteur Barnaby, cet épisode constituant le 5e de la série Inspecteur Barnaby, dont les cinq premiers épisodes ont adapté des romans de Caroline Graham, tandis que tous les épisodes suivants (61, en 2009) sont basés sur des scénarios originaux.